# Каракуба
Караку́ба — тупикова залізнична станція Донецької дирекції Донецької залізниці на двоколійній електрифікованій змінним струмом відгалуженій лінії Кутейникове — Каракуба від магістральної лінії Іловайськ — Квашине. Розташована у місті Кальміуське Кальміуського району Донецької області.

## Історія
Станція відкрита 1961 року.

## Пасажирське сполучення
Пасажирське сполучення здійснюється щоденно приміським поїздом № 6571/6572 сполученням Іловайськ — Каракуба.